# Liste des sénateurs des États-Unis pour le Maine
Depuis son attachement aux États-Unis le 15 mars 1820, l'État du Maine élit deux sénateurs, membres du Sénat fédéral.

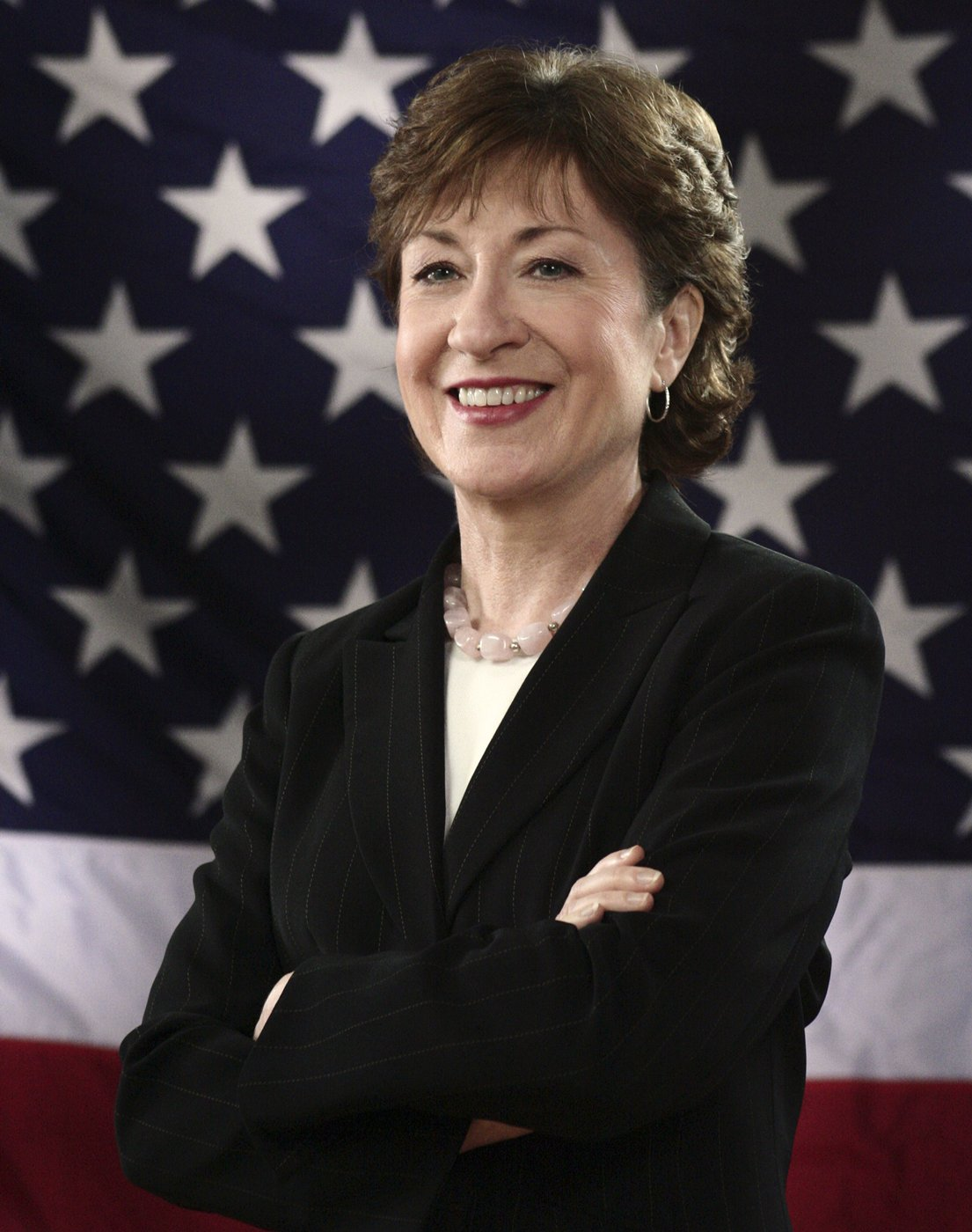
Susan Collins, sénatrice senior républicaine de l'État.
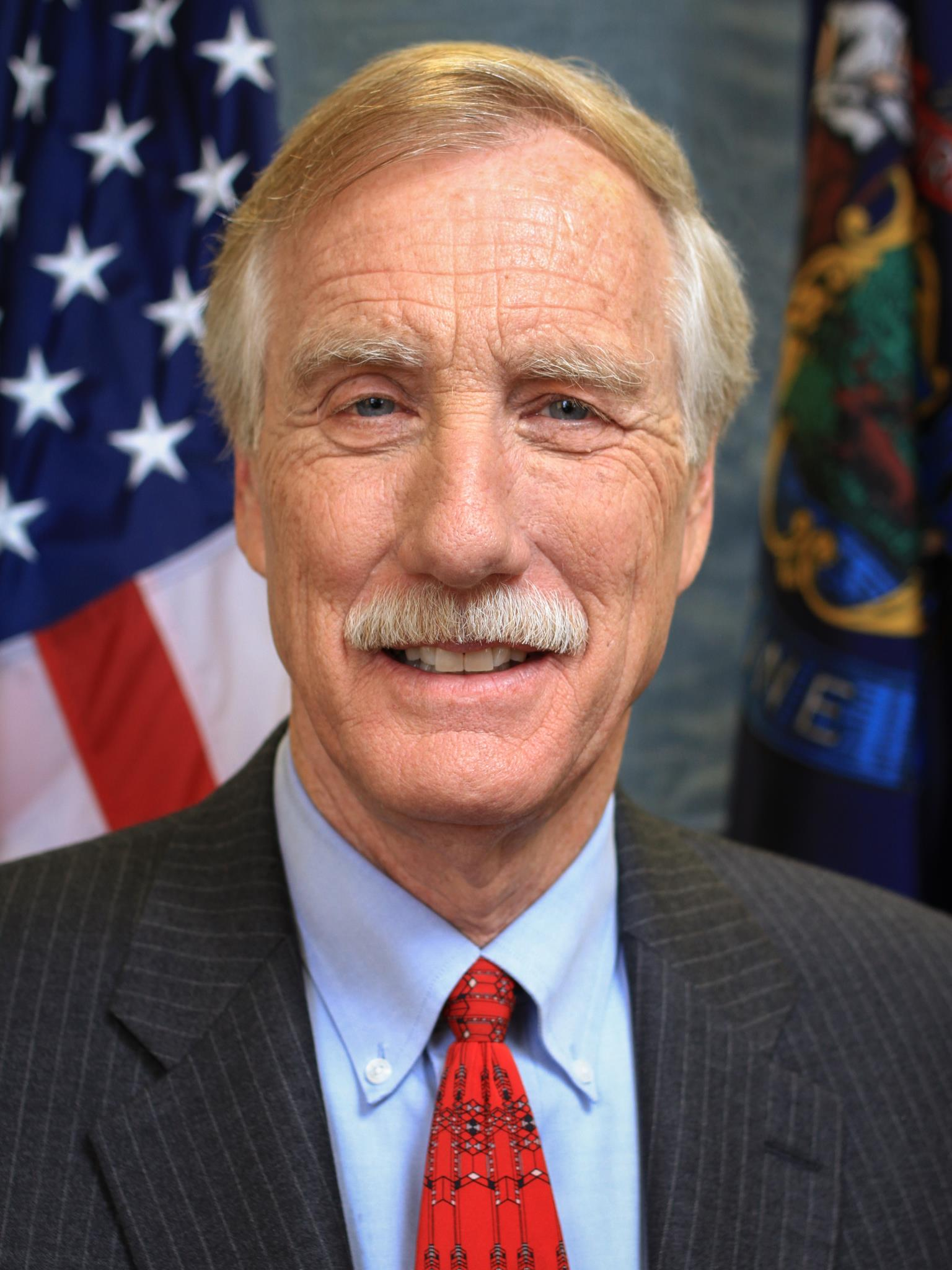
Angus King, sénateur junior de l'État, indépendant.

## Liste
| Sénateur de classe 1 | Sénateur de classe 1                                              | Sénateur de classe 1                                                      | Congrès                                                                   | Sénateur de classe 2                                                      | Sénateur de classe 2                                      | Sénateur de classe 2 |
| -------------------- | ----------------------------------------------------------------- | ------------------------------------------------------------------------- | ------------------------------------------------------------------------- | ------------------------------------------------------------------------- | --------------------------------------------------------- | -------------------- |
|                      | John Holmes (en) (républicain-démocratepuis national-républicain) |                                                                           | 16e (1819-1821)                                                           |                                                                           | John Chandler (en) (républicain-démocratepuis jacksonien) |                      |
| 17e (1821-1823)      | John Holmes (en) (républicain-démocratepuis national-républicain) |                                                                           |                                                                           |                                                                           | John Chandler (en) (républicain-démocratepuis jacksonien) |                      |
| 18e (1823-1825)      | John Holmes (en) (républicain-démocratepuis national-républicain) |                                                                           |                                                                           |                                                                           | John Chandler (en) (républicain-démocratepuis jacksonien) |                      |
|                      | John Holmes (en) (républicain-démocratepuis national-républicain) | 19e (1825-1827)                                                           |                                                                           |                                                                           | John Chandler (en) (républicain-démocratepuis jacksonien) |                      |
|                      | Albion Parris (en) (jacksonien)                                   |                                                                           | 20e (1827-1828)                                                           |                                                                           | John Chandler (en) (républicain-démocratepuis jacksonien) |                      |
|                      | John Holmes (en) (national-républicain)                           |                                                                           | 20e (1828-1829)                                                           |                                                                           | John Chandler (en) (républicain-démocratepuis jacksonien) |                      |
| 21e (1829-1831)      | John Holmes (en) (national-républicain)                           |                                                                           | Peleg Sprague (en) (national-républicain)                                 |                                                                           |                                                           |                      |
| 22e (1831-1833)      | John Holmes (en) (national-républicain)                           |                                                                           | Peleg Sprague (en) (national-républicain)                                 |                                                                           |                                                           |                      |
|                      | Ether Shepley (en) (jacksonien)                                   |                                                                           | Peleg Sprague (en) (national-républicain)                                 | 23e (1833-1835)                                                           |                                                           |                      |
| 23e (1835)           | Ether Shepley (en) (jacksonien)                                   |                                                                           | John Ruggles (en) (jacksonienpuis démocrate)                              |                                                                           |                                                           |                      |
| 24e (1835-1836)      | Ether Shepley (en) (jacksonien)                                   |                                                                           | John Ruggles (en) (jacksonienpuis démocrate)                              |                                                                           |                                                           |                      |
|                      | Judah Dana (en) (jacksonien)                                      |                                                                           | John Ruggles (en) (jacksonienpuis démocrate)                              | 24e (1836-1837)                                                           |                                                           |                      |
|                      | Reuel Williams (en) (démocrate)                                   |                                                                           | John Ruggles (en) (jacksonienpuis démocrate)                              | 25e (1837-1839)                                                           |                                                           |                      |
| 26e (1839-1841)      | Reuel Williams (en) (démocrate)                                   |                                                                           | John Ruggles (en) (jacksonienpuis démocrate)                              |                                                                           |                                                           |                      |
| 27e (1841-1843)      | Reuel Williams (en) (démocrate)                                   |                                                                           | George Evans (en) (whig)                                                  |                                                                           |                                                           |                      |
|                      | John Fairfield (en) (démocrate)                                   |                                                                           | George Evans (en) (whig)                                                  | 28e (1843-1845)                                                           |                                                           |                      |
| 29e (1845-1847)      | John Fairfield (en) (démocrate)                                   |                                                                           | George Evans (en) (whig)                                                  |                                                                           |                                                           |                      |
| 30e (1847)           | John Fairfield (en) (démocrate)                                   |                                                                           | James W. Bradbury (en) (démocrate)                                        |                                                                           |                                                           |                      |
|                      | Wyman B. S. Moor (en) (démocrate)                                 |                                                                           | James W. Bradbury (en) (démocrate)                                        | 30e (1848)                                                                |                                                           |                      |
|                      | Hannibal Hamlin (démocrate)                                       |                                                                           | James W. Bradbury (en) (démocrate)                                        | 30e (1848-1849)                                                           |                                                           |                      |
| 31e (1849-1851)      | Hannibal Hamlin (démocrate)                                       |                                                                           | James W. Bradbury (en) (démocrate)                                        |                                                                           |                                                           |                      |
| 32e (1851-1853)      | Hannibal Hamlin (démocrate)                                       |                                                                           | James W. Bradbury (en) (démocrate)                                        |                                                                           |                                                           |                      |
| 33e (1853-1854)      | Hannibal Hamlin (démocrate)                                       | Siège vacant car la législature du Mainen'arrive pas à élire un sénateur. | Siège vacant car la législature du Mainen'arrive pas à élire un sénateur. | Siège vacant car la législature du Mainen'arrive pas à élire un sénateur. |                                                           |                      |
| 33e (1854-1855)      | Hannibal Hamlin (démocrate)                                       |                                                                           | William P. Fessenden (whig puisrépublicain)                               |                                                                           |                                                           |                      |
| 34e (1855-1857)      | Hannibal Hamlin (démocrate)                                       |                                                                           | William P. Fessenden (whig puisrépublicain)                               |                                                                           |                                                           |                      |
|                      | Amos Nourse (en) (républicain)                                    |                                                                           | William P. Fessenden (whig puisrépublicain)                               | 34e (1857)                                                                |                                                           |                      |
|                      | Hannibal Hamlin (républicain)                                     |                                                                           | William P. Fessenden (whig puisrépublicain)                               | 35e (1857-1859)                                                           |                                                           |                      |
| 36e (1859-1861)      | Hannibal Hamlin (républicain)                                     |                                                                           | William P. Fessenden (whig puisrépublicain)                               |                                                                           |                                                           |                      |
|                      | Lot M. Morrill (républicain)                                      |                                                                           | William P. Fessenden (whig puisrépublicain)                               | 36e (1861)                                                                |                                                           |                      |
| 37e (1861-1863)      | Lot M. Morrill (républicain)                                      |                                                                           | William P. Fessenden (whig puisrépublicain)                               |                                                                           |                                                           |                      |
| 38e (1863-1864)      | Lot M. Morrill (républicain)                                      |                                                                           | William P. Fessenden (whig puisrépublicain)                               |                                                                           |                                                           |                      |
| 38e (1864-1865)      | Lot M. Morrill (républicain)                                      |                                                                           | Nathan A. Farwell (en) (républicain)                                      |                                                                           |                                                           |                      |
| 39e (1865-1867)      | Lot M. Morrill (républicain)                                      |                                                                           | William P. Fessenden (républicain)                                        |                                                                           |                                                           |                      |
| 40e (1867-1869)      | Lot M. Morrill (républicain)                                      |                                                                           | William P. Fessenden (républicain)                                        |                                                                           |                                                           |                      |
|                      | Hannibal Hamlin (républicain)                                     |                                                                           | William P. Fessenden (républicain)                                        | 41e (1869)                                                                |                                                           |                      |
| 41e (1869-1871)      | Hannibal Hamlin (républicain)                                     |                                                                           | Lot M. Morrill (républicain)                                              |                                                                           |                                                           |                      |
| 42e (1871-1873)      | Hannibal Hamlin (républicain)                                     |                                                                           | Lot M. Morrill (républicain)                                              |                                                                           |                                                           |                      |
| 43e (1873-1875)      | Hannibal Hamlin (républicain)                                     |                                                                           | Lot M. Morrill (républicain)                                              |                                                                           |                                                           |                      |
| 44e (1875-1876)      | Hannibal Hamlin (républicain)                                     |                                                                           | Lot M. Morrill (républicain)                                              |                                                                           |                                                           |                      |
| 44e (1876-1877)      | Hannibal Hamlin (républicain)                                     |                                                                           | James G. Blaine (républicain)                                             |                                                                           |                                                           |                      |
| 45e (1877-1879)      | Hannibal Hamlin (républicain)                                     |                                                                           | James G. Blaine (républicain)                                             |                                                                           |                                                           |                      |
| 46e (1879-1881)      | Hannibal Hamlin (républicain)                                     |                                                                           | James G. Blaine (républicain)                                             |                                                                           |                                                           |                      |
|                      | Eugene Hale (en) (républicain)                                    |                                                                           | 47e (1881-1883)                                                           |                                                                           | William P. Frye (républicain)                             |                      |
| 48e (1883-1885)      | Eugene Hale (en) (républicain)                                    |                                                                           |                                                                           |                                                                           | William P. Frye (républicain)                             |                      |
| 49e (1885-1887)      | Eugene Hale (en) (républicain)                                    |                                                                           |                                                                           |                                                                           | William P. Frye (républicain)                             |                      |
| 50e (1887-1889)      | Eugene Hale (en) (républicain)                                    |                                                                           |                                                                           |                                                                           | William P. Frye (républicain)                             |                      |
| 51e (1889-1891)      | Eugene Hale (en) (républicain)                                    |                                                                           |                                                                           |                                                                           | William P. Frye (républicain)                             |                      |
| 52e (1891-1893)      | Eugene Hale (en) (républicain)                                    |                                                                           |                                                                           |                                                                           | William P. Frye (républicain)                             |                      |
| 53e (1893-1895)      | Eugene Hale (en) (républicain)                                    |                                                                           |                                                                           |                                                                           | William P. Frye (républicain)                             |                      |
| 54e (1895-1897)      | Eugene Hale (en) (républicain)                                    |                                                                           |                                                                           |                                                                           | William P. Frye (républicain)                             |                      |
| 55e (1897-1899)      | Eugene Hale (en) (républicain)                                    |                                                                           |                                                                           |                                                                           | William P. Frye (républicain)                             |                      |
| 56e (1899-1901)      | Eugene Hale (en) (républicain)                                    |                                                                           |                                                                           |                                                                           | William P. Frye (républicain)                             |                      |
| 57e (1901-1903)      | Eugene Hale (en) (républicain)                                    |                                                                           |                                                                           |                                                                           | William P. Frye (républicain)                             |                      |
| 58e (1903-1905)      | Eugene Hale (en) (républicain)                                    |                                                                           |                                                                           |                                                                           | William P. Frye (républicain)                             |                      |
| 59e (1905)           | Eugene Hale (en) (républicain)                                    |                                                                           |                                                                           |                                                                           | William P. Frye (républicain)                             |                      |
| 59e (1905-1907)      | Eugene Hale (en) (républicain)                                    |                                                                           |                                                                           |                                                                           | William P. Frye (républicain)                             |                      |
| 60e (1907-1909)      | Eugene Hale (en) (républicain)                                    |                                                                           |                                                                           |                                                                           | William P. Frye (républicain)                             |                      |
| 61e (1909-1911)      | Eugene Hale (en) (républicain)                                    |                                                                           |                                                                           |                                                                           | William P. Frye (républicain)                             |                      |
|                      | Charles Fletcher Johnson (en) (démocrate)                         |                                                                           | 62e (1911)                                                                |                                                                           | William P. Frye (républicain)                             |                      |
| 62e (1911-1913)      | Charles Fletcher Johnson (en) (démocrate)                         |                                                                           | Obadiah Gardner (en) (démocrate)                                          |                                                                           |                                                           |                      |
| 63e (1913-1915)      | Charles Fletcher Johnson (en) (démocrate)                         |                                                                           | Edwin C. Burleigh (républicain)                                           |                                                                           |                                                           |                      |
| 64e (1915-1916)      | Charles Fletcher Johnson (en) (démocrate)                         |                                                                           | Edwin C. Burleigh (républicain)                                           |                                                                           |                                                           |                      |
| 64e (1916-1917)      | Charles Fletcher Johnson (en) (démocrate)                         |                                                                           | Bert M. Fernald (en) (républicain)                                        |                                                                           |                                                           |                      |
|                      | Frederick Hale (en) (républicain)                                 |                                                                           | Bert M. Fernald (en) (républicain)                                        | 65e (1917-1919)                                                           |                                                           |                      |
| 66e (1919-1921)      | Frederick Hale (en) (républicain)                                 |                                                                           | Bert M. Fernald (en) (républicain)                                        |                                                                           |                                                           |                      |
| 67e (1921-1923)      | Frederick Hale (en) (républicain)                                 |                                                                           | Bert M. Fernald (en) (républicain)                                        |                                                                           |                                                           |                      |
| 68e (1923-1925)      | Frederick Hale (en) (républicain)                                 |                                                                           | Bert M. Fernald (en) (républicain)                                        |                                                                           |                                                           |                      |
| 69e (1925-1926)      | Frederick Hale (en) (républicain)                                 |                                                                           | Bert M. Fernald (en) (républicain)                                        |                                                                           |                                                           |                      |
| 69e (1926-1927)      | Frederick Hale (en) (républicain)                                 |                                                                           | Arthur R. Gould (en) (républicain)                                        |                                                                           |                                                           |                      |
| 70e (1927-1929)      | Frederick Hale (en) (républicain)                                 |                                                                           | Arthur R. Gould (en) (républicain)                                        |                                                                           |                                                           |                      |
| 71e (1929-1931)      | Frederick Hale (en) (républicain)                                 |                                                                           | Arthur R. Gould (en) (républicain)                                        |                                                                           |                                                           |                      |
| 72e (1931-1933)      | Frederick Hale (en) (républicain)                                 |                                                                           | Wallace H. White Jr. (en) (républicain)                                   |                                                                           |                                                           |                      |
| 73e (1933-1935)      | Frederick Hale (en) (républicain)                                 |                                                                           | Wallace H. White Jr. (en) (républicain)                                   |                                                                           |                                                           |                      |
| 74e (1935-1937)      | Frederick Hale (en) (républicain)                                 |                                                                           | Wallace H. White Jr. (en) (républicain)                                   |                                                                           |                                                           |                      |
| 75e (1937-1939)      | Frederick Hale (en) (républicain)                                 |                                                                           | Wallace H. White Jr. (en) (républicain)                                   |                                                                           |                                                           |                      |
| 76e (1939-1941)      | Frederick Hale (en) (républicain)                                 |                                                                           | Wallace H. White Jr. (en) (républicain)                                   |                                                                           |                                                           |                      |
|                      | Ralph Brewster (en) (républicain)                                 |                                                                           | Wallace H. White Jr. (en) (républicain)                                   | 77e (1941-1943)                                                           |                                                           |                      |
| 78e (1943-1945)      | Ralph Brewster (en) (républicain)                                 |                                                                           | Wallace H. White Jr. (en) (républicain)                                   |                                                                           |                                                           |                      |
| 79e (1945-1947)      | Ralph Brewster (en) (républicain)                                 |                                                                           | Wallace H. White Jr. (en) (républicain)                                   |                                                                           |                                                           |                      |
| 80e (1947-1949)      | Ralph Brewster (en) (républicain)                                 |                                                                           | Wallace H. White Jr. (en) (républicain)                                   |                                                                           |                                                           |                      |
| 81e (1949-1951)      | Ralph Brewster (en) (républicain)                                 |                                                                           | Margaret Chase Smith (républicain)                                        |                                                                           |                                                           |                      |
| 82e (1951-1953)      | Ralph Brewster (en) (républicain)                                 |                                                                           | Margaret Chase Smith (républicain)                                        |                                                                           |                                                           |                      |
|                      | Frederick G. Payne (en) (républicain)                             |                                                                           | Margaret Chase Smith (républicain)                                        | 83e (1953-1955)                                                           |                                                           |                      |
| 84e (1955-1957)      | Frederick G. Payne (en) (républicain)                             |                                                                           | Margaret Chase Smith (républicain)                                        |                                                                           |                                                           |                      |
| 85e (1957-1959)      | Frederick G. Payne (en) (républicain)                             |                                                                           | Margaret Chase Smith (républicain)                                        |                                                                           |                                                           |                      |
|                      | Edmund Muskie (démocrate)                                         |                                                                           | Margaret Chase Smith (républicain)                                        | 86e (1959-1961)                                                           |                                                           |                      |
| 87e (1961-1963)      | Edmund Muskie (démocrate)                                         |                                                                           | Margaret Chase Smith (républicain)                                        |                                                                           |                                                           |                      |
| 88e (1963-1965)      | Edmund Muskie (démocrate)                                         |                                                                           | Margaret Chase Smith (républicain)                                        |                                                                           |                                                           |                      |
| 89e (1965-1967)      | Edmund Muskie (démocrate)                                         |                                                                           | Margaret Chase Smith (républicain)                                        |                                                                           |                                                           |                      |
| 90e (1967-1969)      | Edmund Muskie (démocrate)                                         |                                                                           | Margaret Chase Smith (républicain)                                        |                                                                           |                                                           |                      |
| 91e (1969-1971)      | Edmund Muskie (démocrate)                                         |                                                                           | Margaret Chase Smith (républicain)                                        |                                                                           |                                                           |                      |
| 92e (1971-1973)      | Edmund Muskie (démocrate)                                         |                                                                           | Margaret Chase Smith (républicain)                                        |                                                                           |                                                           |                      |
| 93e (1973-1975)      | Edmund Muskie (démocrate)                                         |                                                                           | William Hathaway (démocrate)                                              |                                                                           |                                                           |                      |
| 94e (1975-1977)      | Edmund Muskie (démocrate)                                         |                                                                           | William Hathaway (démocrate)                                              |                                                                           |                                                           |                      |
| 95e (1977-1979)      | Edmund Muskie (démocrate)                                         |                                                                           | William Hathaway (démocrate)                                              |                                                                           |                                                           |                      |
| 96e (1979-1980)      | Edmund Muskie (démocrate)                                         |                                                                           | William Cohen (républicain)                                               |                                                                           |                                                           |                      |
|                      | George J. Mitchell (démocrate)                                    |                                                                           | William Cohen (républicain)                                               | 96e (1980-1981)                                                           |                                                           |                      |
| 97e (1981-1983)      | George J. Mitchell (démocrate)                                    |                                                                           | William Cohen (républicain)                                               |                                                                           |                                                           |                      |
| 98e (1983-1985)      | George J. Mitchell (démocrate)                                    |                                                                           | William Cohen (républicain)                                               |                                                                           |                                                           |                      |
| 99e (1985-1987)      | George J. Mitchell (démocrate)                                    |                                                                           | William Cohen (républicain)                                               |                                                                           |                                                           |                      |
| 100e (1987-1989)     | George J. Mitchell (démocrate)                                    |                                                                           | William Cohen (républicain)                                               |                                                                           |                                                           |                      |
| 101e (1989-1991)     | George J. Mitchell (démocrate)                                    |                                                                           | William Cohen (républicain)                                               |                                                                           |                                                           |                      |
| 102e (1991-1993)     | George J. Mitchell (démocrate)                                    |                                                                           | William Cohen (républicain)                                               |                                                                           |                                                           |                      |
| 103e (1993-1995)     | George J. Mitchell (démocrate)                                    |                                                                           | William Cohen (républicain)                                               |                                                                           |                                                           |                      |
|                      | Olympia Snowe (républicain)                                       |                                                                           | William Cohen (républicain)                                               | 104e (1995-1997)                                                          |                                                           |                      |
| 105e (1997-1999)     | Olympia Snowe (républicain)                                       |                                                                           | Susan Collins (républicain)                                               |                                                                           |                                                           |                      |
| 106e (1999-2001)     | Olympia Snowe (républicain)                                       |                                                                           | Susan Collins (républicain)                                               |                                                                           |                                                           |                      |
| 107e (2001-2003)     | Olympia Snowe (républicain)                                       |                                                                           | Susan Collins (républicain)                                               |                                                                           |                                                           |                      |
| 108e (2003-2005)     | Olympia Snowe (républicain)                                       |                                                                           | Susan Collins (républicain)                                               |                                                                           |                                                           |                      |
| 109e (2005-2007)     | Olympia Snowe (républicain)                                       |                                                                           | Susan Collins (républicain)                                               |                                                                           |                                                           |                      |
| 110e (2007-2009)     | Olympia Snowe (républicain)                                       |                                                                           | Susan Collins (républicain)                                               |                                                                           |                                                           |                      |
| 111e (2009-2011)     | Olympia Snowe (républicain)                                       |                                                                           | Susan Collins (républicain)                                               |                                                                           |                                                           |                      |
| 112e (2011-2013)     | Olympia Snowe (républicain)                                       |                                                                           | Susan Collins (républicain)                                               |                                                                           |                                                           |                      |
|                      | Angus King (indépendant)                                          |                                                                           | Susan Collins (républicain)                                               | 113e (2013-2015)                                                          |                                                           |                      |
| 114e (2015-2017)     | Angus King (indépendant)                                          |                                                                           | Susan Collins (républicain)                                               |                                                                           |                                                           |                      |
| 115e (2017-2019)     | Angus King (indépendant)                                          |                                                                           | Susan Collins (républicain)                                               |                                                                           |                                                           |                      |
| 116e (2019-2021)     | Angus King (indépendant)                                          |                                                                           | Susan Collins (républicain)                                               |                                                                           |                                                           |                      |
| 117e (2021-2023)     | Angus King (indépendant)                                          |                                                                           | Susan Collins (républicain)                                               |                                                                           |                                                           |                      |
| 118e (2023-2025)     | Angus King (indépendant)                                          |                                                                           | Susan Collins (républicain)                                               |                                                                           |                                                           |                      |
| 119e (2025-2027)     | Angus King (indépendant)                                          |                                                                           | Susan Collins (républicain)                                               |                                                                           |                                                           |                      |